# Paragraphe 175 (film)
Pour plus de détails, voir Fiche technique et Distribution.
Paragraphe 175 est un film documentaire britannico-germano-américain réalisé par Rob Epstein et Jeffrey Friedman, sorti en 2000. 
Le titre du film fait référence au paragraphe 175, une loi allemande condamnant l'homosexualité. Il raconte les persécutions subies par les homosexuels sous le régime nazi.
Le documentaire s'appuie sur les témoignages de six rescapés des camps allemands (cinq hommes homosexuels et une femme lesbienne) : Karl Gorath, Gad Beck, Annette Eick, Albrecht Becker et Pierre Seel.

## Fiche technique
- Titre : Paragraphe 175
- Titre original : Paragraph 175
- Réalisation : Rob Epstein et Jeffrey Friedman
- Scénario : Sharon Wood
- Musique : Tibor Szemzö
- Photographie : Bernd Meiners
- Montage : Dawn Logsdon
- Narrateur : Rupert Everett
- Production : Janet Cole, Michael Ehrenzweig, Rob Epstein, Jeffrey Friedman et John Hoffman
- Société de production : Channel Four Films, Cinemax, HBO Theatrical Documentary, Telling Pictures et Zero Film
- Pays :  Royaume-Uni,  Allemagne et  États-Unis
- Genre : Documentaire et historique
- Durée : 81 minutes
- Dates de sortie : 
  -  Royaume-Uni : 13 septembre 2000
  -  France : 14 novembre 2001

## Distinctions
- Paragraphe 175 a reçu le prix FIPRESCI de la Berlinale, en 2000.